# Herbert Putnam (Leichtathlet)
Herbert Putnam (Herbert Nathaniel Putnam; * 7. Mai 1890 in Fredonia, New York; † 12. Januar 1967 im Geauga County, Ohio) war ein US-amerikanischer Mittelstreckenläufer.
Bei den Olympischen Spielen 1912 in Stockholm wurde er Achter über 800 m und schied über 1500 m im Vorlauf aus.

## Persönliche Bestzeiten
- 800 m: 1:53,4 min, 1. Juni 1912, Philadelphia
- 1500 m: 4:07,6 min, 9. Juli 1912, Stockholm
- 1 Meile: 4:27,0 min, 18. Mai 1912, Princeton